# Peter J. Lockhart
Peter J. Lockhart (1970) es un botánico, y taxónomo neozelandés, trabajando en genómica, filogenia, metagenómica y vigilancia ambiental, de hibridación con adaptación al cambio climático.

## Biografía
Desarrolla actividades académicas y científicas, en la Universidad Massey, realizando aplicaciones de ADN y secuenciación de ARN para la ecología, sistemática, bioseguridad, ecosistemas y salud pública.

## Reconocimientos
- Beca de investigación Alexander von Humboldt
- De 2010 a 2012 Beca de Investigación NZRS James Cook investigando diferentes aplicaciones de alto rendimiento de secuenciación

## Membresías
- de la Real Sociedad de Nueva Zelanda
- del New Zealand Institute

### Eponimia
- (Asteraceae) Antennaria laingii A.E.Porsild[1]
- (Boraginaceae) Myosotis laingii Cheeseman[2]
- (Scrophulariaceae) Euphrasia laingii Petrie[3]